# Karregat
Het Karregat (ook: Karreput) is een natuurgebied van 43 ha gelegen ten westen van Nuland en aansluitend aan de Nulandse Heide. Het Karregat is eigendom van de Stichting Brabants Landschap. Het is gelegen ter weerszijden van de spoorlijn Tilburg - Nijmegen.
Het gebied vormt de noordelijke uitloper van een dekzandrug die tot 4 meter hoger ligt dan het omringende slagenlandschap dat weer grenst aan het rivierkleilandschap van de Maas. In 1880 werd hier een plas gegraven ten behoeve van de aanleg van de spoorlijn van 's-Hertogenbosch naar Nijmegen. Deze plas lag te midden van een stuifzandgebied en werd slechts gevoed door regenwater. Aldus ontstond er een plantengroei die met die van een ven te vergelijken viel. Moeraswolfsklauw en Ronde zonnedauw groeien er tegenwoordig. De Waterlobelia, in 1965 voor het laatst aangetroffen, kwam na het afplaggen weer terug en groeide in 2006 in grote aantallen.
Ten zuiden van het spoor ligt een open gebied.